# 2009年亞洲室內運動會中華台北代表團
2009年亞洲室內運動會中華台北代表團是中華民國（台灣）以“中華台北”名義，參與在越南河內舉行的2009年亞洲室內運動會。

## 獎牌項目

### 正式項目
| 比賽項目 | 金牌 | 銀牌 | 銅牌 | 總數 |
| 撞球     | 1    | 1    | 3    | 5    |
| 龍獅運動 | 1    | 1    | 1    | 3    |
| 游泳     | 1    | 0    | 3    | 4    |
| 克拉術   | 0    | 2    | 3    | 5    |
| 室內田徑 | 0    | 1    | 1    | 2    |
| 拳擊     | 0    | 0    | 1    | 1    |
| 蹼泳     | 0    | 0    | 1    | 1    |
| 運動舞蹈 | 0    | 0    | 1    | 1    |
| 保齡球   | 0    | 0    | 1    | 1    |

### 示範項目
| 比賽項目 | 金牌 | 銀牌 | 銅牌 | 總數 |
| 龍獅運動 | 2    | 1    | 0    | 3    |

## 游泳

### 男子組
- 許志傑：
  - 男子50公尺蝶式（第7名）
  - 男子100公尺蝶式（第6名）
  - 男子100公尺混合式（第5名）
  - 男子200公尺混合式（ 銅牌）
- 楊子賢：
  - 男子100公尺自由式（第21名）
  - 男子50公尺仰式（第15名）
  - 男子100公尺仰式（第12名）
- 侯安遠：
  - 男子50公尺蛙式（第16名）
  - 男子100公尺蛙式（第12名）
  - 男子100公尺混合式（第18名）

### 女子組
- 楊金桂：
  - 女子50公尺自由式（ 銅牌）
  - 女子100公尺自由式（ 銅牌）
  - 女子200公尺自由式（ 金牌）
  - 女子50公尺蝶式（第6名）
  - 女子100公尺蝶式（第4名）
  - 女子200公尺混合式（第7名）
- 林欣蘭：
  - 女子100公尺仰式（第14名）
  - 女子50公尺蛙式（第14名）
  - 女子100公尺蝶式（第13名）
  - 女子100公尺混合式（第7名）
- 謝欣容：
  - 女子50公尺自由式（第16名）
  - 女子100公尺自由式（第12名）
  - 女子200公尺自由式（第16名）
  - 女子50公尺仰式（第18名）
  - 女子50公尺蛙式（第12名）
  - 女子100公尺蛙式（第13名）
  - 女子100公尺混合式（第10名）
  - 女子200公尺混合式（第10名）

## 蹼泳
- 楊秉樺：
  - 男子200公尺（第4名）
  - 男子400公尺（第5名）
  - 男子800公尺（ 銅牌）

## 室內田徑
- 杜珈霖：男子60公尺（第5名）
- 何盡平：男子3000公尺（第7名）
- 葛文廷：男子60公尺跨欄（第9名）
- 趙志堅：男子跳遠（第11名）
- 張銘煌：男子鉛球（ 銀牌）
- 朱佳翎：女子鐵人五項混合（第4名）
- 吳孟珈：女子跳高（第6名）
- 林家瑩：女子鉛球（ 銅牌）

## 運動舞蹈
- 趙群倫、高嘉璘：
  - 探戈標準舞（ 銅牌）
  - 快步標準舞（第4名）
- 葉家霖、孫綺：
  - 慢狐步標準舞（第4名）
  - 快三步標準舞（第5名）
- 楊廣正、馬利安：
  - 捷舞拉丁舞（第4名）
  - 鬥牛拉丁舞（第7名）
- 彭彥鳴、紀杏綺：
  - 恰恰恰拉丁舞（第5名）
  - 倫巴拉丁舞（第5名）

## 西洋棋
- 劉業揚：男子快棋個人賽（第32名）
- 陳怡真：女子快棋個人賽（第25名）

## 保齡球
- 王雅婷：女子單人賽（第5名）
- 蔡昕宜：女子單人賽（第23名）
- 潘育分：女子單人賽（第25名）
- 楊皓婷：女子單人賽（第25名）
- 潘育分、王雅婷：女子雙人賽（ 銅牌）
- 蔡昕宜、楊皓婷：女子雙人賽（第12名）
- 蔡昕宜、潘育分、王雅婷、楊皓婷：女子團體賽（第5名）

## 撞球

### 男子組
- 楊清順：
  - 男子個人花式9號球（第4名）
- 呂輝展：
  - 男子個人花式9號球（ 銅牌）
- 吳育綸：
  - 男子個人6紅球司諾克（ 銅牌）
  - 男子個人15紅球司諾克（8強）
- 原永國：
  - 男子個人開侖（8強）

### 女子組
- 張舒涵：
  - 女子個人花式8號球（ 金牌）
  - 女子個人花式9號球（ 銅牌）
- 林沅君：
  - 女子個人花式8號球（ 銀牌）
  - 女子個人花式9號球（16強）
- 柳信美：
  - 女子個人6紅球司諾克（16強）

## 拳擊
- 羅悅庭：女子46公斤級（第5名）
- 林婉婷：女子48公斤級（ 銅牌）
- 賓夢婕：女子51公斤級（第5名）

## 克拉術
- 何志億：男子60公斤級（ 銅牌）
- 徐鵬曜：男子66公斤級（ 銀牌）
- 陳富程：男子81公斤級（ 銅牌）
- 余熒熒：女子52公斤級（ 銀牌）
- 杜玉玲：女子63公斤級（ 銅牌）

## 龍獅運動

### 正式項目
- 林俊憲、冉茂萍、蕭待豪、賴嘉宏、戴偉勳、孟光偉、吳登照、葉子豪：
  - 北獅自選套路（ 金牌）
- 楊天德、念裕祥、賴培麟、李汶亦、廖珮瑜、賴盈蓁、黃純淳：
  - 南獅自選套路（ 銀牌）
- 吳文進、胡秉盛、劉俊佑、張嵐淩、張仕穎、胡勝翔、游晴惠、吳燕宗、張啟紋、梁騰維、林建志、謝文哲：
  - 舞龍指定套路（ 銅牌）

### 示範項目
- 林俊憲、冉茂萍、蕭待豪、賴嘉宏、戴偉勳、孟光偉、吳登照、葉子豪：
  - 北獅障礙賽（ 金牌）
- 楊天德、念裕祥、賴培麟、李汶亦、廖珮瑜、賴盈蓁、黃純淳：
  - 南獅競速賽（ 銀牌）
- 吳文進、胡秉盛、劉俊佑、張嵐淩、張仕穎、胡勝翔、游晴惠、吳燕宗、張啟紋、梁騰維、林建志、謝文哲：
  - 舞龍競速賽（ 金牌）